# لوچیا کاتولو
لوچیا کاتولو (ایتالیایی: Lucia Catullo؛ ‏ ۱۰ سپتامبر ۱۹۲۷ – ۳۱ دسامبر ۱۹۸۵) بازیگر و رقصندهٔ اهل ایتالیا بود که بیشتر بابت ایفای نقش‌های دراماتیک در رای شناخته می‌شد. وی دانش‌آموختهٔ آکادمی ملی هنرهای نمایشی سیلویو دامیکو بود و کارش را با بازی در یک نمایش در «سالن نمایش کارینیانو» در تورین آغاز کرد. وی کارش را در تلویزیون با نقش‌آفرینی در تله‌تئاتر مکبث در شبکهٔ رای در سال ۱۹۶۰ آغاز کرد.

از فیلم‌هایی که وی در آن‌ها نقش داشته است، می‌توان به مونیکا و آن روز نفرین‌شده تسویه‌حساب اشاره نمود.